# Abdij Saint Michaels (Farnborough)
De Saint Michael's Abbey  is een benedictijnerabdij in flamboyant neogotische stijl, gesticht in 1881 te Farnborough in het zuiden van Engeland door de voormalige Franse keizerin Eugénie en waarvan de gemeenschap bekend is voor zijn spirituele geschriften en zijn muzikale traditie van gregoriaanse gezangen.

## Geschiedenis
De abdij werd gesticht door keizerin Eugénie (1826-1920) om er het mausoleum voor haar echtgenoot Napoleon III (1808-1873) en haar zoon prins Napoleon Eugène Lodewijk Bonaparte (1856-1879) in onder te brengen. Hun lichamen rusten in de crypte samen met haar.
Het klooster en de kerk werden in 1881 eerst gebouwd om er norbertijnen in onder te brengen. In 1895 verving de voormalige keizerin deze kloosterlingen door Franse benedictijnen van de abdij van Solesmes. Bij de aanvang een priorij werd het klooster Saint Michael's van Farnborough een abdij in 1903, en nam het de naam aan beschermheilige Sint Michiel.
De abdij, gesitueerd in het noorden van Farnborough, waar de voormalige keizerin leefde (Farnbourgh Hill) en waar ze verschillende huizen bezat waaronder de Empress Cottage, is gekend voor zijn uitzonderlijke kwaliteit van liturgie. Deze wordt gezongen in het Latijn als Gregoriaanse gezangen. Ook stond ze bekend voor zijn fijne gedrukt uitgaven van de Gregoriaanse muziek. In de jaren 40 werd de groep monniken te klein en het drukwerk werd sinds 1947 door een kleine groep Engelse monniken van de abdij van Prinknash afgewerkt.
Teruggevallen op de titel van priorij vervoegde het klooster in 1947 de Engelse provincie van de benedictijnse congregatie van Subiaco (Benedictijnse Confederatie). De laatste Franse monnik, Dom Zerr stierft te Farnborough in 1956. Na het herstel van de abbatiale titel in 2006 verkoos de gemeenschap de eerste Engelse abt van Farnborough, de perfect Franstalige Dom Cuthbert Brogan.
De abdijkerk is gebouwd in een flamboyante neogotische stijl door de architect Gabrie-Hippolyte Destailleur. Ze herbergt een dubbel orgel, dat in 1905 werd gebouwd door de gerenommeerde orgelbouwer Aristide Cavaillé-Coll & Company. De oorsprong van het instrument zijn mysterieus. Alhoewel het gebouwd is na de dood van Cavaillé-Coll draagt het tocht zijn naam eerder dan dat van zijn opvolger Mutin. De hoge kwaliteit van het instrument beantwoord aan de hoogste normen die deze bouwer zelf zou gesteld hebben. Orgelrecitals hebben elke eerste zondag van de maand, tussen mei en oktober, plaats.
Sinds het begin van de 20e eeuw, draagt de abt van Farnborough de titel van vader abt van de abdij van de Mont-Saint-Michel. Het is inderdaad zo dat in die periode de bisschop van Coutances et Avranches door een beslissing van 6 december 1917 toestond het monastieke leven op de Mont-Saint-Michel te hervatten als de omstandigheden dit toestonden en dat in de tussentijd de abt van Farnborough zichzelf als apostolisch administrator het recht mocht toe-eigenen zich abt van Mont-Saint-Michel te noemen. Als tegenprestatie verbond de abdij van Farnborough zich ertoe enkele monniken dienst te laten doen ten einde een spirituele aanwezigheid op de Mont-Saint-Michel te verzorgen voor de pelgrims, die steeds talrijker naar deze plek trokken. Het charter voorzag dat de vader abt zich van deze titel mocht bedienen zolang geen nieuwe benedictijnergemeenschap op de Mont-Saint-Michel zich vestigde. Uiteindelijk bleef de abt deze titel houden totdat in 1946 Farnborough zelf geen abdij meer was.

## De vraag over de overbrenging naar Frankrijk van de lichamelijke resten van Napoleon III
In 2007 heeft de Franse oud-staatssecretaris en toenmalig burgemeester van Nice, Christian Estrosi zich ingezet voor de overbrenging van de stoffelijke resten van Napoleon III naar Frankrijk.
Dom Cuthbert, heeft nog voor de officiële vraag zich hierover uitgesproken tegen de president van de Franse republiek, dat dit soort vraag door de Fransen « zo ongeveer elke vijftien jaar » gesteld wordt. Om elk initiatief van de Franse regering aangaande de repatriëring van Napoleon III in de kiem te smoren, heeft een van de natuurlijke nakomelingen -en dus volgens Frans recht de beheerders van de stoffelijke overschotten van de overleden keizer- in 2010 met zijn eigen handen een handgeschreven document overhandigd waarbij hij zich tegen de overbrenging van de resten van Napoleon III naar Frankrijk verzet.
Dom Cuthbert heeft gepreciseerd dat voor de vraag van Christian Estrosi, het laatste contact tussen de abdij en de Franse Staat een telegram van de regering uit juli 1920 was, waarbij deze regering haar ongenoegen laat blijken over de laatste eerbetuiging die de benedictijnen toekennen aan de voormalige keizerin bij haar begrafenis na haar overlijden in het paleis Liria te Madrid.